# Андертонский судоподъёмник

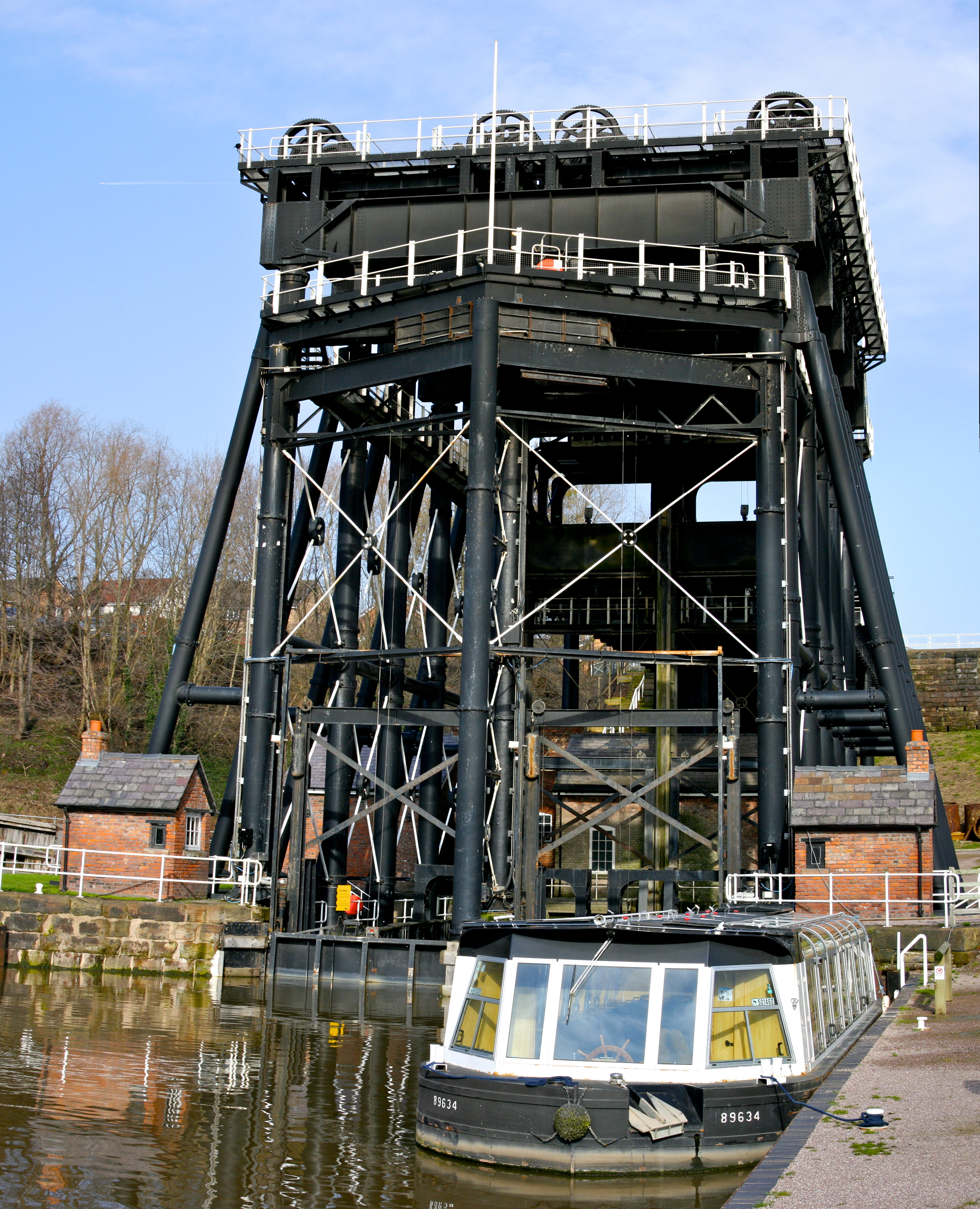
Андертонский лодочный лифт

Андертонский судоподъёмник (англ. Anderton Boat Lift) — это двухкессонный судовой подъёмник в викторианском стиле недалеко от деревни Андертон-Марбери, графство Чешир, на северо-западе Англии. Он обеспечивает 15 метровый (50-футовый) спуск и подъём лодок между двумя судоходными водными путями: рекой Уивер и каналом Трент-Мерси. Это сооружение включено в список национального наследия Англии.

## История
В октябре 1871 года попечители судоходства по р. Уивер провели специальное общее собрание, на котором было принято решение «рассмотреть вопрос о целесообразности строительства подъемника с бассейнами и все другие необходимые работы для совместного движения между рекой Уивер и каналом Северного Стаффордшира в Андертоне, и обратиться в парламент за актом, разрешающим проведение таких работ».
В июле 1872 года было получено монаршье одобрение на Акт о судоходстве по Уиверу 1872 года, который разрешал строительство лодочного подъёмника. Контракт на его строительство был отдан Эммерсон, Мергатройд и Ко. из Стокпорта и Ливерпуля. Работы начались до конца 1872 года и заняли 30 месяцев. Андертонский лодочный подъемник был официально открыт для движения 26 июля 1875 года. Общая стоимость составила 48 428 фунтов стерлингов (4 596 000 фунтов стерлингов по сегодняшним ценам).
Построенный в 1875 году, лодочный подъемник использовался более 100 лет, пока не был закрыт в 1983 году из-за коррозии. Реставрация началась в 2001 году, и лодочный подъемник был вновь открыт в 2002 году. Подъемник и связанные с ним центр для посетителей и музей находятся в ведении Canal & River Trust. В настоящее время в Соединённом Королевстве только два работающих лодочных подъёмника: этот и колесо в Фалькирке.